# Talitridae
Talitridae са семейство дребни висши ракообразни отличаващи се със способността си да подскачат. Заради тази си способност, крайбрежните видове понякога се наричат пясъчни бълхи, но нямат родствени връзки с бълхите и не хапят.

## Разпространение и местообитания
Описани са около 250 вида разпространени из целия свят, като видовото разнообразие в умерените зони е по-голямо от това в тропиците. Те са единствените амфиподи разпространили се на сушата, но са ограничени във влажните зони – най-вече крайбрежието, естуари, мангрови гори и блатисти местности. Някои видове, най-вече такива от южното полукълбо, са навлезли и по-навътре в сушата.

## Систематика
Talitridae включва следните родове:
- Agilestia Friend, 1982
- Americorchestia Bousfield, 1991
- Arcitalitrus Hurley, 1975
- Atlantorchestoidea Serejo, 2004
- Australorchestia Serejo & Lowry, 2008
- Austrotroides Friend, 1982
- Bellorchestia Serejo & Lowry, 2008
- Bousfieldia Chou & Lee, 1996
- Brevitalitrus Bousfield, 1971
- Britorchestia Lowry & Bopiah, 2012[5]
- Caribitroides Bousfield, 1984
- Cariborchestia Smith, 1998
- Cerrorchestia Lindeman, 1990
- Chelorchestia Bousfield, 1984
- Chiltonorchestia Bousfield, 1984
- Chroestia Marsden & Fenwick, 1984
- Cochinorchestia Lowry & Peart, 2010
- Deshayesorchestia Ruffo, 2004
- Eorchestia Bousfield, 1984
- Floresorchestia Bousfield, 1984
- Hawaiorchestia Bousfield, 1984
- Kanikania Duncan, 1994
- Keratroides Hurley, 1975
- Macarorchestia Stock, 1989
- Makawe Duncan, 1994
- Megalorchestia Brandt, 1851
- Microrchestia Bousfield, 1984
- Mysticotalitrus Hurley, 1975
- Neorchestia Friend, 1987
- Notorchestia Serejo & Lowry, 2008
- Orchestia Leach, 1814
- Orchestiella Friend, 1987
- Orchestoidea Nicolet, 1849
- Paciforchestia Bousfield, 1982
- Palmorchestia Stock & Martin, 1988
- Parorchestia Stebbing, 1899
- Platorchestia Bousfield, 1982
- Protaustrotroides Bousfield, 1984
- Protorchestia Bousfield, 1982
- Pseudorchestoidea Bousfield, 1982
- Puhuruhuru Duncan, 1994
- Sardorchestia Ruffo, 2004
- Sinorchestia Miyamoto & Morino, 1999
- Spelaeorchestia Bousfield & Howarth, 1976
- Talitriator Methuen, 1913
- Talitroides Bonnier, 1898
- Talitrus Latreille & Bosc, 1802
- Talorchestia Dana, 1852
- Tasmanorchestia Friend, 1987
- Tethorchestia Bousfield, 1984
- Transorchestia Bousfield, 1982
- Traskorchestia Bousfield, 1982
- Trinorchestia Bousfield, 1982
- Uhlorchestia Bousfield, 1984
- Waematau Duncan, 1994